# 布雷肯里奇 (密蘇里州)
布雷肯里奇（英語：Breckenridge）是位於美國密蘇里州考德威爾縣的城市。

## 人口
根據2020年美國人口普查的數據，布雷肯里奇的面積為1.42平方千米，皆為陸地。當地共有人口258人，而人口密度為每平方千米182人。